# 桓雄 (晋朝)
桓雄（3世纪—322年），东晋长沙郡（今湖南省长沙市）人。
桓雄年轻时仕州郡。谯王司马承为湘州刺史，命他为主簿。王敦造反，围攻司马承，司马承被王敦部将魏又所擒，属官奔散，桓雄与西曹韩阶，从事武延全都毁服为僮竖，随司马承至武昌。魏又见桓雄进退有礼，姿貌长者，知道不是凡人，有畏惧之色，于是杀害。